# Rhaphuma inusta
Rhaphuma inusta är en skalbaggsart som beskrevs av Holzschuh 1991. Rhaphuma inusta ingår i släktet Rhaphuma och familjen långhorningar. Inga underarter finns listade i Catalogue of Life.